# Đa Ni
Đa Ni (chữ Hán: 多尼, 18 tháng 10 năm 1636 – 4 tháng 1 năm 1661) là một hoàng thân của nhà Thanh trong lịch sử Trung Quốc, người thừa kế 1 trong 12 tước vị Thiết mạo tử vương.

## Cuộc đời
Đa Ni sinh vào giờ Mẹo, ngày 18 tháng 10 (âm lịch) năm Sùng Đức nguyên niên (1636), trong gia tộc Ái Tân Giác La. Ông là con trai thứ hai của Dự Thông Thân vương Đa Đạc, mẹ ông là Kế Phúc tấn Đạt Triết, thuộc Bác Nhĩ Tế Cát Đặc thị, con gái của Hòa Thạc Phúc phi.
Năm Sùng Đức thứ 7 (1643), ông được sơ phong Quận vương. Năm Thuận Trị thứ 6 (1649), sau khi Đa Đạc mất, ông được kế thừa tước vị Dự Thân vương. Năm thứ 8 (1651), nhậm Nghị chính Vương Đại thần, cải phong hào thành Tín Thân vương (信亲王). Năm thứ 9 (1652), tháng 3, vì duyên sự liên quan đến Đa Nhĩ Cổn, Đa Đạc bị truy hàng xuống Quận vương, ông cũng bị giáng xuống thành Tín Quận vương. Tháng 10, một lần nữa trở thành Nghị chính Vương Đại thần.
Năm thứ 15 (1658), ông phong làm An Viễn Tĩnh Khấu Đại tướng quân (安远靖寇大将军), cùng Bình Quận vương La Khoa Đạc nam chinh. Quân Thanh tiến đánh quân Minh từ Hồ Nam. Minh tướng Lý Định Quốc đốt cầu cáp sắt ở cửa sông rồi bỏ chạy. Quân Thanh làm cầu phao để qua sông, vào Quý Châu, theo đường tẩu thoát của Bạch Văn Tuyển.
Năm thứ 16 (1659), tháng 1, quân đội áp sát Vân Nam hội thành. Lý Định Quốc và Bạch Văn Tuyển hộ tống Vĩnh Lịch Đế rời khỏi Vĩnh Xương (nay là Bảo Sơn, thuộc tỉnh Vân Nam). Đa Ni phái Bối lặc Thượng Thiện suất quân truy kích, chiếm được Vĩnh Xương và Đẳng Việt. Thuận Trị Đế phái sứ giả thăm hỏi đại quân, thưởng cho quần áo, mãng bào, yên ngựa và cung tên.
Năm thứ 17 (1660), tháng 5, quân đội khải hoàn trở về, Thuận Trị Đế phái Nội đại thần nghênh đón. Năm thứ 18 (1661), ngày 4 tháng 1 (âm lịch), giờ Thìn, ông qua đời, được ban thụy hào "Tuyên Hòa" (宣和), tức Tín Tuyên Hòa Quận vương (信宣和郡王), do con trai thứ hai là Ngạc Trát tập tước Tín Quận vương.
Năm Càn Long thứ 43 (1778), Cao Tông nhớ đến công lao của Đa Đạc đứng đầu chư Vương khai quốc, truy phục vị Dự Thân vương, cho tằng tôn của ông là Tu Linh tập tước Dự Thân vương. Khi ấy ông cũng được truy phong làm Dự Thân vương.

## Gia quyến

### Thê thiếp
- Nguyên phối: Bác Nhĩ Tế Cát Đặc thị (博尔济吉特氏), con gái của Khoa Nhĩ Thấm Hòa Thạc Thổ Tạ Đồ Thân vương Ba Đô Nhĩ (巴都尔).
- Kế thất: Y Nhĩ Căn Giác La thị (伊尔根觉罗氏), con gái của Tử Tắc Hách Y (子塞赫伊).
- Trắc Phúc tấn: Vương thị (王氏), con gái của Vương Đình Tộ (王廷祚).
- Thứ Phúc tấn: Y Nhĩ Căn Giác La thị (伊尔根觉罗氏), con gái của Hỗ Tích Thái (祜锡泰).
- Thứ thiếp:
  - Tế thị (济氏), con gái của Tát Lộc (萨禄).
  - Tác Xước Lạc thị (索绰络氏), con gái của Khách Nhĩ Bố (喀尔布).

### Con trai
1. Ngạc Ni (鄂尼; 1653 – 1658), mẹ là Đích Phúc tấn Bác Nhĩ Tế Cát Đặc thị. Chết yểu.
2. Ngạc Trát (鄂扎; 1655 – 1702), mẹ là Trắc Phúc tấn Vương thị. Được truy phong Dự Thân vương.
3. Ngạc Tịch (鄂腊; 1655 – 1656), mẹ là Đích Phúc tấn Bác Nhĩ Tế Cát Đặc thị. Chết yểu.
4. Ngạc Minh (鄂明; 1656 – 1691), mẹ là Thứ Phúc tấn Y Nhĩ Căn Giác La thị. Được phong làm Phụng quốc Tướng quân (奉国将军). Có năm con trai.
5. Ngạc Hưng (鄂興; 1656 – 1659), mẹ là Thứ thiếp Tế thị. Chết yểu.
6. Ngạc Vân (鄂雲; 1658 – 1714), mẹ là Thứ thiếp Tác Xước Lạc thị. Có bảy con trai.
7. Ngạc Lâm (鄂林; 1661 – 1663), mẹ là Thứ Phúc tấn Y Nhĩ Căn Giác La thị. Chết yểu.